# Narta (Rosja)
Narta (ros. Нарта) – osiedle w Rosji, w Kałmucji, w rejonie prijutnieńskim. W 2010 liczyło 202 mieszkańców.